# Centre Penitenciari Obert de Tarragona
El Centre Penitenciari Obert de Tarragona és una presó de la Generalitat de Catalunya situada al municipi de Tarragona. Actualment ocupa les instal·lacions de l'antiga presó de Tarragona mentre s'està construint el nou Centre Penitenciari Obert al carrer de l'Arquebisbe Josep Pont i Gol.